# Dirphia kinkelini
Dirphia kinkelini är en fjärilsart som beskrevs av Charles Oberthür 1881. Dirphia kinkelini ingår i släktet Dirphia och familjen påfågelsspinnare. Inga underarter finns listade i Catalogue of Life.